# عطاء (اسم)
عطاء هو اسم علم مذكر من أصل عربي، ومعناه هو مصدرالهبة وهو غير الإعطاء أي ما يعطى من أي شيء، والعطاء اسمٌ لما يوهب وليس لما يعطى.

## شخصيات تحمل الاسم
- عطاء الخراساني (تابعي، وفقيه، ومجاهد، وأحد رواة الحديث النبوي، 671 – 752)
- عطاء الله صالحي (9 مارس 1950 – )
- عطاء بن أبي رباح (647 – 732)
- عطاء بن أبي ميمونة (تابعي، وراوي حديث نبوي من أهل البصرة، – 749)
- عطاء بن السائب (تابعي ومحدث الكوفة، – 754)
- عطاء بن مركبوذ
- عطاء بن يسار (أحد التابعين)
- عطاء ملك الجويني (مؤرخ إيراني، 1226[3] – 6 مارس 1283)

## وصلات خارجية
- موسوعة السلطان قابوس لأسماء العرب نسخة محفوظة 5 أبريل 2019 على موقع واي باك مشين.